# ルイ・ヴォラ
ルイ・ヴォラ（Louis Vola、1902年7月6日 - 1990年8月15日）は、フランスのジャズ・ベーシスト。ラ・セーヌ＝シュル＝メールに生まれ、パリに没した。
フランス・ホット・クラブ五重奏団の結成に関わり、1932年から1933年にかけての時期に、ホテル・クラリッジ (l'hôtel Claridge) にティー・ダンス (tea dance) を導入した。

## デビュー

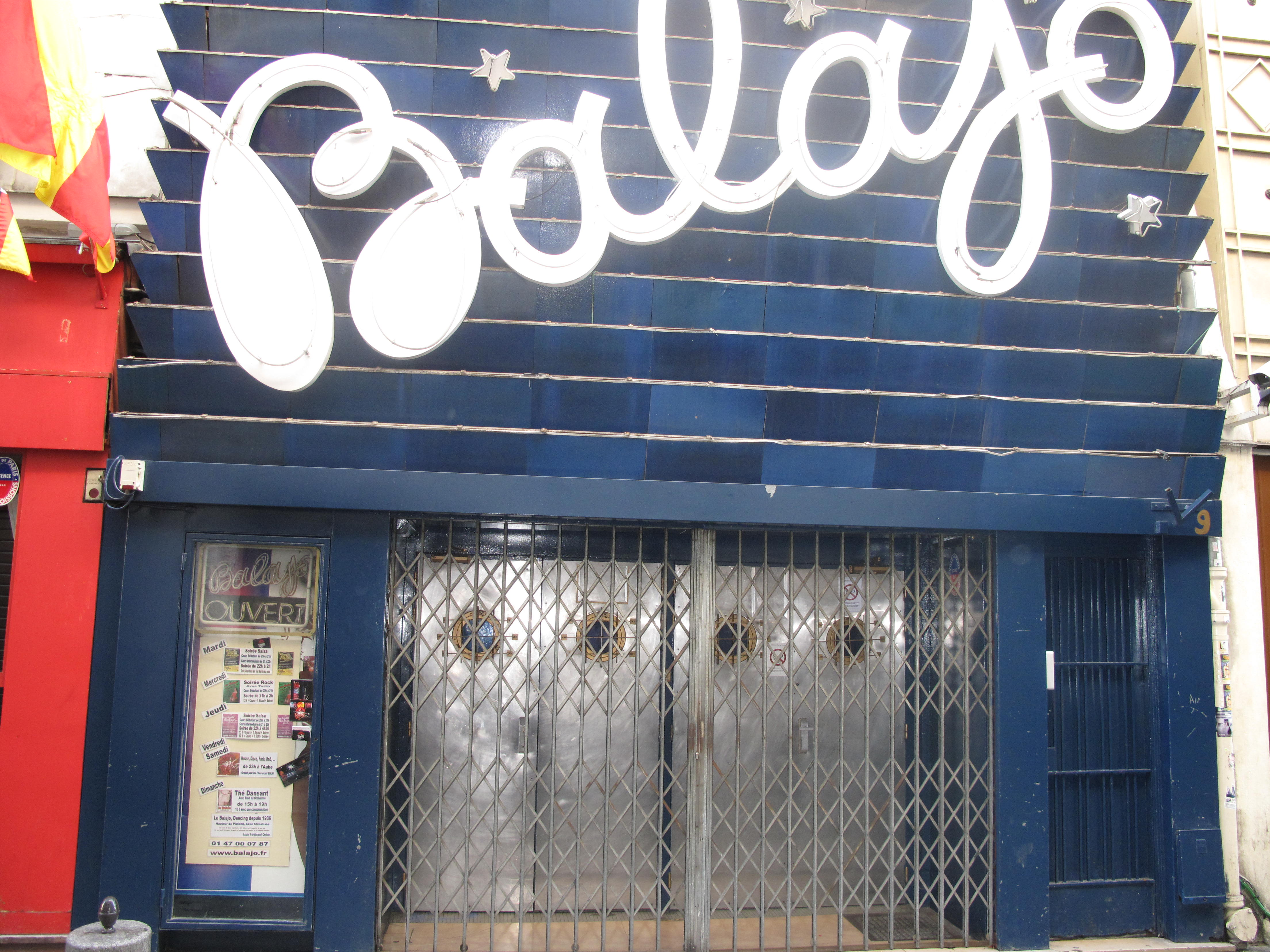
Le Balajo - ヴォラが初期にドラムを演奏していたバル・ミュゼット (bal musette) のひとつ

両親がイタリアのピエモンテ州出身だったヴォラは、幼年期をジェノヴァで過ごした後、フランスへ移ってからソルフェージュ、ヴァイオリン、ドラムを学んだ。コート・ダジュールで小さな楽団に参加した後、パリに仕事を求めて1920年代に上京した。シトロエンの工場で機械加工の工員として働きながら、土曜と日曜にはノジャン＝シュル＝マルヌやラッペ街 (Rue de Lappe) でバル・ミュゼト (Bal musette) 音楽のドラムを演奏していた。
その後、ユーゴスラビアに3年間滞在した際に、ヴォラはアコーディオンとダブルベースを習得した。ヴォラはベースが気に入った。フランスに戻った後、ヴォラはジャンゴとジョゼフのラインハルト兄弟と知り合い、1932年にカンヌのパーム・ビーチ・ホテルのキャバレーに出演していた自分の楽団に兄弟を加えた。また、パリでは、ホテル・クラリッジにおけるティー・ダンスの隆盛をもたらした。このヴォラの楽団から、フランス・ホット・クラブ五重奏団が生まれたのである。

## 経歴
ヴォラは1939年まで、フランス・ホット・クラブ五重奏団のメンバーとしてフランス内外をツアーし、大成功を収めた。ヴォラは最も人気のあるベーシストのひとりとなった。ヴォラは、ベニー・カーター、コールマン・ホーキンス、ビル・コールマン (Bill Coleman)、ウィリー・ルイス (Willy Lewis) や、歌手アデレード・ホール (Adelaide Hall) らと共演した。1940年に召集されたヴォラだったが、同年のうちに除隊となり、レイ・ヴェンチュラ (Ray Ventura) の楽団に加わり、南米へと渡った。ヴォラはアルゼンチンに1948年までとどまった。ヴォラはブエノスアイレスで、「HCF五重奏団 (Le Quintette du HCF)」と称する五重奏団を結成した。
フランスに帰国した後、ヴォラはニースやパリで活動を続けた。1978年には、ジャンゴ・ラインハルト没後25周年行事に、ブールー・フェレ (Boulou Ferré) とともに参加した。